# الرمانی
الرمانی (به فرانسوی: Rommani) یک منطقهٔ مسکونی در مراکش است که در استان الخمیسات واقع شده‌است. الرمانی ۱۲٬۱۷۲ نفر جمعیت دارد.